# Anson Henry
Anson Henry (ur. 9 marca 1979 w Toronto) – kanadyjski lekkoatleta, sprinter, który specjalizował się w biegu na 100 m. Jego rekord na tym dystansie wynosi 10,12 s. Dwukrotny olimpijczyk (2004, 2008).
W 2003 roku wystąpił na igrzyskach panamerykańskich w Santo Domingo. Po wygranej biegu ćwierćfinałowego, Henry uzyskał w półfinałach siódmy czas i awansował do finału, by następnie zdobyć brązowy medal. W tym samym roku, na mistrzostwach świata w Paryżu, odpadł z rywalizacji w swojej koronnej konkurencji, uzyskując w pierwszej rundzie wynik 10,33 s i zajmując czwarte miejsce w swoim biegu. W 2006 r., na Igrzyskach Wspólnoty Narodów 2006 w Melbourne zajął siódme miejsce w finale. Rok później na Mistrzostwach Świata 2007 w Osace zakończył rywalizację w półfinałach, a dwa lata później, na XXIX Letnich Igrzyskach Olimpijskich 2008 w Pekinie – w ćwierćfinałach.

## Rekordy życiowe
| Dystans | Wynik (s) | Miejsce   | Data             |
| ------- | --------- | --------- | ---------------- |
| 50 m    | 5,78      | Saskatoon | 8 lutego 2003    |
| 55 m    | 6,22      | Cheney    | 22 stycznia 2000 |
| 60 m    | 6,59      | Samara    | 4 lutego 2006    |
| 100 m   | 10,12     | Doha      | 12 maja 2006     |
| 200 m   | 20,52     | Pullman   | 19 maja 2002     |